# Ýolöten-gázmező
A Ýolöten-gázmező, (gyakran Dél-ýolöteni–Osman gázmező) Türkmenisztán délkeleti részén található földgázlelőhely. Egyike a világ legnagyobb gázmezőinek, becslések szerint mintegy 7000 milliárd m³ földgázt és gázkondenzátumot tartalmaz. A földgázon kívül jelentős olajkészleteket is rejt, melyek kitermelése 2007-ben kezdődött el.